# La Masia
La Masia är FC Barcelonas fotbollsakademi och hem för dem av klubbens ungdomsspelare som har sina familjer på annan ort. Spelarna bor i en modern och ändamålsenlig byggnad i fem våningar med plats för 83 spelar och ligger i anslutning till klubbens träningsanläggning idrottsstaden ”Ciutat Esportiva” i stadsdelen Sant Joan Despí i Barcelonas utkanter. Träningen för alla klubbens ungdomslag, dit även B- och C-lagen räknas, görs av ”Ciutat Esportiva”.
Anläggningen täcker en yta på 500x800 meter och hyser tre elvamannaplaner med gräs, 5 elvamanna med konstgräs, en sjumanna med konstgräs och en inomhushall för basket, handboll och futsal.